# Santa Maria degli Angeli e dei Martiri (församling)
Santa Maria degli Angeli e dei Martiri är en församling i Roms stift.
Till församlingen Santa Maria degli Angeli e dei Martiri hör följande kyrkobyggnader och kapell:
- Santa Maria degli Angeli e dei Martiri
- San Bernardo alle Terme
- Cappella Religiose di Maria Immacolata